# マンソリー・リノヴァティオ
マンソリー・リノヴァティオ (Mansory Renovatio) は、ドイツの自動車チューニングメーカーであるマンソリー社が、メルセデス・ベンツ・SLRマクラーレンをベースに開発した自動車である。
ボディはカーボンFRP製で、車体下部のエプロンパーツやサイドスカートパーツなどが装備されている。フロントのエアインテーク部は、インタークーラーなどをより効率良く冷却するように設計されている。